# LG G3
Das LG G3 (Codename internat. Modell: D855) ist ein Smartphone der G-Reihe von LG und Nachfolger des LG G2. Das LG G3 wurde am 27. Mai 2014 der Öffentlichkeit vorgestellt. Es war das erste Smartphone im europäischen Raum, das mit 1440p eine Displayauflösung jenseits von Full HD besaß.

## Ausstattung
Das LG G3 misst 146,7 × 74,6 × 8,9 mm und wiegt 151 Gramm. Das 5,5-Zoll-QHD-Display (Bildschirmdiagonale 13,97 cm) hat bei einer Pixeldichte von rund 534 ppi eine Auflösung von 2560 × 1440 Pixeln. Der Akku hat eine Kapazität von 3.000 mAh und kann ausgetauscht werden. Der System-on-a-Chip ist ein mit 2,5 GHz getakteter Snapdragon 801 mit vier Kernen vom Hersteller Qualcomm, bestehend aus einem Krait-400-Prozessor und einer Adreno-330-Grafikeinheit, dem je nach Version, 16 GB Flash-Speicher und 2 GB RAM oder 32 GB Flash-Speicher und 3 GB RAM zur Seite stehen. Der Speicher lässt sich zudem mit einer microSDXC-Karte um bis zu 2 TB erweitern. Es verfügt zudem über NFC alias Android Beam, eine 13-Megapixel-Rückkamera mit optischem 2-Achsen-Bildstabilisator, Laser-Autofokus, Dual-Fotolicht mit unterschiedlichen Farbtemperaturen sowie eine 2,1-Megapixel-Frontkamera. Außerdem verfügt das LG G3 über einen Infrarotsensor. Das Kunststoffgehäuse des G3 ist in Deutschland in vier Farben verfügbar: Titan, Schwarz, Weiß und Gold. Als Betriebssystem setzte LG bei Markteinführung Android 4.4.2 ein. Mittlerweile wurde ein Update auf Android 6.0.1 verteilt. Weitere technische Eigenschaften: Selfie-Fotoauslösung durch Gestensteuerung, (als Zubehör erhältliche) Bluetooth-Kopfhörer und kabellose Akkuladung. Das extra erhältliche Quick Circle Case dient als Schutzhülle und bietet durch ein „Fenster“ einen schnellen Blick auf die Uhrzeit.

## Verfügbarkeit
Das LG G3 wurde Anfang Juli 2014 auf dem deutschen Markt eingeführt. Der UVP für die Version mit 16 GB Flash-Speicher und 2 GB RAM lag bei 549 Euro, für die Version mit 32 GB Flash-Speicher und 3 GB RAM bei 599 Euro.

## Varianten
LG G3 s (G3 Beat)
Das LG G 3 s (teilweise auch unter der Bezeichnung G3 Beat bekannt) wurde im August 2014 veröffentlicht. Es ist eine verkleinerte und technisch abgespeckte Variante des G3. So misst etwa der Bildschirm 5 Zoll in der Diagonale und löst 1280 × 720 Pixeln auf. Als Prozessor ist ein Qualcomm Snapdragon 400 mit 1,2 GHz (Quad-Core) verbaut, dem 1 Gigabyte RAM zur Seite steht. Der interne Speicher beträgt 8 Gigabyte und ist mittels Micro-SD-Karte erweiterbar. Die Kamera besitzt einen 8-Megapixel-Sensor und ist wie das G3 mit einem Laser-Autofokus ausgestattet. Die Frontkamera hat eine Auflösung von 1,3 Megapixeln. Der Akku hat eine Kapazität von 2540 mAh. Das LG G3 s misst 137,7 × 69,6 × 10,3 mm (H×B×T), wiegt 134 Gramm und ist in den Farben Schwarz, Weiß und Gold erhältlich.
LG G3 Prime
Das LG G3 Prime ist zum größten Teil mit dem LG G3 identisch. Es hat allerdings einen Snapdragon-805-Prozessor, der für eine noch flüssigere Bedienung sorgen soll. Außerdem ist es mit diesem Chip möglich, Downloadgeschwindigkeiten mit LTE-Nutzung von 300 Mb/s zu erzielen.
LG G3 A
Das LG G3 A ist eine abgespeckte Version des LG G3, die für den asiatischen Markt vorgestellt wurde. Das Display löst mit 1.920 × 1.080 Bildpunkten auf. Das Gerät wird von einem Qualcomm-Snapdragon-800-Prozessor angetrieben. Das LG G3 A verfügt über 2 GB Arbeitsspeicher und eine Adreno-330-GPU. Der interne Speicher, der sich mittels microSD-Karte erweitern lässt, beträgt 8 GB. Es besitzt einen 2.610 mAh großen Akku und eine 13-Megapixel-Kamera auf der Rückseite, die optische Bildstabilisierung und, wie das G3 auch, einen Laser-Autofokus besitzt. Auf der Vorderseite ist eine 2,1-Megapixel-Kamera verbaut. In Sachen Konnektivität besitzt das G3 A die gleichen Module wie das Standardmodell G3.
Die Maße des Geräts betragen 141 × 71,6 × 9,8 mm und das Gewicht 147 Gramm. In Korea soll es umgerechnet 500 Euro kosten.